# Store Darum
Store Darum – miasto w Danii, w regionie Dania Południowa, w gminie Esbjerg.